# L.A. Noire
L.A. Noire è un videogioco action-adventure del 2011, sviluppato da Team Bondi e pubblicato da Rockstar Games per PlayStation 3, Xbox 360 e Windows.
Il gioco è stato reso disponibile a partire dal 17 maggio 2011 negli Stati Uniti e dal 20 maggio 2011 in Europa per PlayStation 3 e Xbox 360; la versione per Windows, comprendente anche di tutti i DLC, è invece uscita l'8 novembre 2011 negli Stati Uniti e l'11 novembre 2011 in Europa.
L.A. Noire è ambientato in una Los Angeles (California) del 1947 contaminata da crimini, vizi e droghe. Il gioco è completamente free-roaming, con attenzione all'ambientazione di quel periodo, come ad esempio gli abitanti della popolazione (si contano almeno 150 tipi di passanti diversi). La città, insieme a Hollywood, è stata riprodotta fedelmente sino ai minimi dettagli grazie a mappe, foto e video del tempo.

## Caratteristiche
Il gioco si distingue per essere stato il primo a utilizzare la tecnologia di nuova concezione "MotionScan" (sviluppata da Depth Analysis) per la realisticità dei volti. MotionScan utilizza 32 telecamere ad alta definizione circostanti gli attori per catturarne le espressioni facciali da ogni angolazione e registrarne i movimenti. Tale tecnologia è fondamentale per la meccanica degli interrogatori del gioco, poiché al giocatore è richiesto di utilizzare le reazioni dei sospettati all'interrogatorio per giudicare se mentono o meno. Per il gioco sono state registrate più di venti ore di lavoro vocale.
L.A. Noire utilizza una particolare palette di colori (saturata e con un ammiccamento al Technicolor nelle fasi diurne, dilavata e opaca di notte con rimandi ai classici del noir), ma in omaggio ai film noir c'è l'opzione di giocare al titolo in bianco e nero.
Vari elementi della trama rimandano alle più famose storie poliziesche e criminali, come La città nuda, Chinatown, The Untouchables - Gli intoccabili, Dalia Nera e L.A. Confidential. Inoltre, tre dei casi svolti per conto del dipartimento Narcotici hanno non solo lo stesso titolo, ma anche una trama molto simile ad altrettanti film noir: La città nuda (The Naked City), Un mare d'erba (Reefer Madness) e La trappola (The Set-Up), rifacimenti rispettivamente dei film La città nuda (The Naked City) del 1948, Reefer Madness del 1936 e Stasera ho vinto anch'io (The Set-Up) del 1949.

## Modalità di gioco
Il videogiocatore assume il controllo dell'agente, e in seguito detective, del Los Angeles Police Department Cole Phelps, segue la sua carriera mentre avanza attraverso gli uffici del dipartimento di polizia (rappresentati nel menù principale di gioco come "scrivanie") e nei suoi panni dovrà indagare su diversi crimini, alcuni dei quali collegati tra loro, in una fitta rete di collusioni con al centro il potere che comanda tutta la città di Los Angeles.
Il gioco inizia con Phelps come poliziotto di pattuglia in uniforme e, procedendo nel corso dell'avventura, il protagonista svolgerà una sorta di viaggio tra i diversi dipartimenti della polizia della sua città, come ad esempio la omicidi e la narcotici, ed in ognuno dei casi si troverà al suo fianco un differente compagno di lavoro che avrà il compito di supportarlo. Nonostante siano presenti molte parti d'azione frenetiche (tra cui inseguimenti in macchina, combattimenti, interrogatori e sparatorie), il gioco si concentra maggiormente sul lato investigativo, in cui intuito e razionalità saranno assolutamente necessari per identificare il potenziale colpevole del delitto, tramite l'accurata ricerca di indizi; solo dopo averlo identificato, Phelps potrà lanciarsi al suo inseguimento.
Ogni sezione (Traffico, Omicidi, Narcotici, Incendi dolosi) offre al giocatore un nuovo partner che aiuterà Phelps nelle sue indagini su una serie di casi basati su un tipo specifico di crimine. Dopo ogni caso risolto il giocatore riceve una valutazione da 1 a 5 stelle a seconda delle sue prestazioni sia negli interrogatori che nella ricerca di indizi. Oltre a risolvere i diversi casi assegnati dall'ufficio, l'investigatore ed il suo collega di turno avranno modo di muoversi liberamente per la città, sia a piedi che in macchina, dove in quest'ultima potranno ascoltare la radio; in entrambe le situazioni avranno modo di completare incarichi minori ma non obbligatori, i quali se portati a termine permetteranno di sbloccare nuovi veicoli o rispondere alle chiamate degli altri agenti per risolvere casi di minore entità.
In alcuni casi, durante la ricerca di indizi sul crimine in un'area, il giocatore può anche trovare dei giornali: oltre alla lettura della storia, i giornali danno accesso a un breve filmato che copre una parte della trama generale del gioco o un flashback dei ricordi di guerra di Phelps. Verso la fine dell'ultima scrivania (Incendi dolosi), il giocatore assume il controllo dell'investigatore privato Jack Kelso, che diventa il personaggio del giocatore per la maggior parte dei casi rimanenti; sebbene diversi nell'aspetto e nella personalità, i suoi controlli sono identici a quelli di Phelps.

Il taccuino di Cole Phelps durante un interrogatorio.

Il gioco si divide principalmente in quattro fasi: una prima legata all'assegnazione del caso dove bisognerà recarsi presso la centrale dove i superiori daranno un nuovo incarico da completare, nella seconda ci si dovrà recare sulla scena del delitto, esaminando accuratamente la vittima, per raccogliere potenziali prove, che si dovranno appuntare sul proprio taccuino, il quale potrà essere consultato anche successivamente, oppure più semplicemente cercando ad esempio nella giacca del malcapitato per ritrovare dei documenti, la terza invece è quella dell'interrogazione di ogni sospetto, dove sarà bene fare attenzione anche alla più piccola minuzia ed infine quella legata agli inseguimenti, i quali potranno essere a piedi o in auto, dove spesso si finirà in sparatorie o eventuali scontri corpo a corpo. In combattimento possono essere usati il sistema di mira automatica o la copertura dietro ripari come assistenza contro i nemici. Se i personaggi dei giocatori subiscono danni, la salute del personaggio si rigenererà gradualmente. Le armi possono essere utilizzate solo in circostanze appropriate, come durante gli scontri a fuoco. Durante la guida di veicoli, il giocatore ha la possibilità di saltare direttamente alla destinazione nominando il proprio partner come conducente. Il giocatore può anche chiedere indicazioni al partner. Oltre ai casi della trama, il giocatore può impegnarsi in indagini secondarie opzionali, note come "crimini di strada", che non sono correlate al caso su cui stanno lavorando. Alcuni crimini di strada includeranno personaggi di casi precedenti.
Nella simulazione investigativa, i sospetti e i testimoni in un caso possono essere interrogati per ottenere informazioni. Quando l'interrogato risponde, il videogiocatore ha la possibilità di credergli, dubitarne o accusarlo di mentire. Se il giocatore lo accusa di mentire, deve presentare prove per dimostrarlo. Quando interroga due sospetti alla stazione di polizia, il giocatore può decidere chi accusare del crimine; caricare il sospetto sbagliato influisce sulla valutazione finale del giocatore. Al giocatore viene offerta la possibilità di saltare una sequenza di azioni e continuare la narrazione se fallisce tre volte. Vi è anche una modalità di roaming gratuita chiamata "The Streets of L.A.", che viene sbloccata dopo il completamento di ogni "scrivania", in cui il giocatore e il suo partner possono vagare liberamente per la città di Los Angeles, per trovare bobine di film d'oro, scoprire punti di riferimento, raccogliere veicoli nascosti, trovare badge o semplicemente andare in giro e ascoltare la radio.
Durante la ricerca degli indizi sarà necessario esaminare molto attentamente la scena del crimine, la quale potrebbe nascondere sempre diverse prove e piste da seguire, dall'arma del delitto ad un messaggio in codice scritto su un foglio di carta, inoltre ci si potrà recare presso la casa della vittima o nei luoghi che frequentava abitualmente, per poi poter passare in rassegna gli indizi, i cui dettagli più rilevanti verranno appuntanti automaticamente nel taccuino, consultabile in ogni momento per trarre una soluzione al caso. Alcuni dei sospetti che verranno rintracciati dal detective potrebbero opporre resistenza oppure attaccarlo a sorpresa, innescando così delle lotte a corpo a corpo, in altri casi gli indagati tenteranno la fuga in macchina, dove si dovrà sportellare l'auto nemica oppure attendere che il collega non alla guida spari alle ruote per fermare il mezzo, quando la situazione invece precipiterà nel peggiore dei casi non resterà che affidarsi alle armi da fuoco, le quali potranno essere utilizzate per sparare in aria per immobilizzare i fuggitivi o per affrontare gli scagnozzi e le guardie di quest'ultime in furibonde sparatorie. Catturato il sospetto, si procederà all'interrogatorio finale, dove bisognerà strappare la confessione sfruttando gli appunti del taccuino per smontare ogni alibi.

## Trama
In mezzo al boom post-bellico dell'epoca d'oro di Hollywood, Cole Phelps è un semplice agente di pattuglia del Los Angeles Police Department, gettato a capofitto in una città che sta affogando nel suo stesso successo. Un uomo onesto e retto, con una moglie e due figlie, nonché un pluridecorato eroe della seconda guerra mondiale che cerca di elevare il proprio umile lavoro ad una missione contro i mali del mondo e di fare carriera nell'LAPD.
Dopo qualche anno di pattuglia per Cole è arrivato il momento di abbandonare l'uniforme blu e cominciare ad indossare giacca e cravatta. In poco tempo si porta all'attenzione degli alti ranghi della polizia, e soprattutto a quella di James Donnelly il capitano della omicidi, un uomo rispettato e temuto, che non disprezza scorciatoie e dubbia moralità per imporre la sua personale visione della giustizia, una visione più che orientata dalla sua ideologia di estrema destra, razzista e profondamente cattolica e tradizionalista.
Cole (ancora di pattuglia) col suo entusiasmo rampante si impegna subito nelle indagini di un omicidio noncurante delle gerarchie. E quando alla fine Phelps riesce ad assicurare il colpevole alla giustizia, il capitano Donnelly lo prende sotto la sua opprimente ala protettrice. Riconosce in lui un talento e decide di dargli una opportunità promuovendolo Detective e mandandolo in prova al dipartimento del Traffico.

### Traffico
Cole inizia la sua carriera di detective sospinto da Donnelly e dalla fama derivante dalla sua onorificenza di eroe di guerra. Un'onorificenza di cui non sembra andare molto orgoglioso. Infatti, mediante una serie regolare di flashback, Phelps rivive la sua esperienza bellica. Come recluta era un giovanotto rampante ed entusiasta. L'idolo del sergente istruttore, la recluta più promettente, più talentuosa e ligia agli ordini. Un uomo quadrato pur se non molto ammirato dagli altri soldati; in particolare dal sergente Jack Kelso. Un ragazzo più disincantato e realista, che vede in Phelps quell'incosciente rampantismo che sta trasformando l'America in una nazione dominatrice e oppressiva. I dissapori tra i due giovani giunsero a livelli tali, che Kelso cambiò divisione pur di sfuggire alla sua presenza.
Al dipartimento del Traffico a Cole viene affiancato Stefan Bekowsky, un detective polacco, un tipo diretto ironico e spigliato, che non usa mezze misure e tratta con iniziale ironia Phelps. Ma dopo alcuni casi, risolti brillantemente, tra i due si instaura un rapporto di mutua simpatia.
Dopo alcune settimane Bekowsky e Phelps vengono coinvolti in un caso di spicco: un giro di violenza e pornografia infantile orchestrato da personalità di spicco dell'industria cinematografica di Los Angeles e in particolare dai due produttori cinematografici Mark Bishop e Marlon Hopgood. Ma qui la forte volontà di Cole si scontra con la corruzione insita nel dipartimento. Nonostante le prove schiaccianti, a Cole viene impedito di arrestare Hopgood, poiché si trova sotto l'ala protettrice del detective Roy Earle (una superstar della Narcotici) che lo usa come informatore e lo protegge sottobanco. Nonostante questo i due assicurano alla giustizia Bishop e questo caso eclatante vale a Phelps una repentina nuova promozione alla Omicidi.

### Omicidi
Alla Omicidi, a Phelps viene affiancato Rusty Galloway, un burbero e superficiale poliziotto irlandese, un uomo dalla bottiglia facile e con un metodo deduttivo che predilige le soluzioni più ovvie e facili ad ogni questione.
Anche qui si viene a conoscenza di altri risvolti sul passato militare di Cole. Lo si vede prima della partenza per Okinawa. Si affermò presso il suo battaglione come un soldato eccellente ed un leader nato esprimendo senza risparmiarsi tutta la sua trepidazione per l'imminente impresa militare.
Già dai primi casi l'esperienza alla omicidi si rivela una sfida per Cole. Una serie di omicidi che coinvolgono donne sposate e con problemi coniugali, sconvolge la città. Ad ogni caso sembra corrispondere un colpevole preciso e distinto (a volte il marito, altre un amante geloso...), ma tutti presentano inquietanti analogie, non solo tra di loro, ma con un celebre caso del passato: l'omicidio di Elizabeth Short, l'attrice nota come Dalia Nera, brutalmente assassinata settimane prima su Hollywood Boulevard. In ognuno dei casi, il Capitano Donnelly cerca di veicolare Cole e Galloway ad incriminare i sospetti che lui ritiene più giusti secondo i suoi personali e discutibili metri di giudizio. Nonostante sia costretto a sottostare alle direttive del dipartimento, Cole non fa che sottolineare la possibilità che gli omicidi in realtà siano perpetrati da un serial killer. Tutto ciò viene smentito finché delle lettere anonime non iniziano a raggiungere il dipartimento; tutte dallo stesso mittente, tutte rivendicano la paternità degli omicidi e ridono dell'incompetenza dell'LAPD. Se l'opinione pubblica dovesse venire a conoscenza di tutti gli innocenti che il dipartimento ha condannato per gli omicidi, quest'ultimo potrebbe subire un pesante scossone.
Ma la volontà di Cole lo porterà ad andare fino in fondo, a seguire tutti gli indizi e a sottostare a tutti i giochi perversi imposti dal maniaco misterioso al dipartimento, finché non arriverà a trovare ed uccidere con le proprie mani l'assassino della Dalia pur di sopravvivere alla sua follia. Il più celebre assassino degli ultimi anni è stato fermato e la stampa deve saperlo, ma qualcuno si intromette. Il Capitano Donnelly vuole che l'intera faccenda sia insabbiata. A quanto pare il killer è il fratello di un uomo molto importante. Poco importa se Cole è stato costretto ad ucciderlo pur di fermarlo, l'importante è che la sua identità non venga svelata onde non intaccare la credibilità del suo illustre parente. A conti fatti Cole non ha molta scelta e contro la natura di ogni sua fibra del corpo accetta l'onere del silenzio. Guadagnandosi la più sentita stima del capitano Donelly che premierà Phelps introducendolo nel dipartimento più illustre dell'LAPD: la Narcotici.
Cole, fresco della nuova promozione, si lascia libero per una sera per fare un'ulteriore conoscenza: Roy Earle, suo futuro partner. Qui Cole entra subito in contatto con la bassa umanità in mezzo alla quale il suo nuovo partner sembra essere perfettamente a suo agio; criminali, spacciatori intoccabili, allibratori e uomini corrotti. Cole fa anche la conoscenza di una donna; Elsa Litchmann, una cantante tedesca e tossicodipendente per necessità umana, bella ed intensa, dalla quale Cole resterà profondamente affascinato.

### Narcotici
L'esperienza di Cole alla narcotici sembra collegarsi fin dal principio al suo passato militare. Infatti, alcuni mesi prima, una nave cargo della marina militare era stata derubata da alcuni suoi passeggeri. Il carico di rifornimenti (armi, provviste ecc...), sparito. Ma cosa più importante, milioni di confezioni di morfina ad uso medico vennero rubate e poche settimane dopo iniziarono a comparire nelle strade, nelle mani degli spacciatori ed in particolare del grande ed apparentemente intoccabile signore della droga di Los Angeles: Mickey Cohen. La morfina militare stava venendo spacciata da settimane in tutta L.A. e la sua purezza stava causando non poche morti per overdose.
Indagando su questo caso, Cole ricorda il perché l'onorificenza ottenuta in guerra è per lui un motivo di sofferenza più che di orgoglio. Ad Okinawa Cole entrò in contatto con gli orrori della guerra. I soldati dell'esercito nemico venivano trattati come bestie, senza un briciolo di umanità. Orripilato da tutto questo, la sua sicurezza marziale venne intaccata e così anche la sua lucidità. Senza perdere la sua saldezza al comando, ma desiderando concludere quella terribile esperienza al più presto, Cole spinse il suo battaglione all'assalto durante uno scontro. Il risultato fu un eccidio. Tutti i suoi uomini morirono e lui fu l'unico superstite. Passò una notte intera in una trincea tra i cadaveri smembrati dei suoi compagni prima di venire salvato all'alba dalla divisione guidata proprio da Jack Kelso (il suo vecchio rivale). Tutta quella morte era stata unicamente colpa sua, ma l'esercito invece di riconoscere le sue colpe lo decorò come eroe di guerra.
Le indagini proseguono, ma Cole ha sempre più difficoltà a sostenere la vicinanza di Roy Earle e dei suoi legami con la criminalità. Un partner che fa della scorciatoia e dell'affarismo una regola e che tiene in pugno mezza città attraverso la conoscenza di sporchi segreti. È proprio in questa situazione che Cole commette il suo errore più grande. Inizia una relazione segreta con la cantante Elsa Lichtmann, una relazione scandalosa, che Earle non ci mette molto a scoprire.
Le indagini portano a scoperte sconcertanti. Sulla nave cargo derubata c'erano anche alcuni soldati che Cole aveva conosciuto durante la guerra. A quel tempo i veterani tornavano dal fronte sconvolti da ciò che avevano vissuto e viaggiavano verso un'America che si sarebbe presto dimenticata di loro, abbandonandoli a povertà e miseria. E se avessero rubato loro la droga per permettersi una vita migliore? Questa teoria diventa sempre più concreta quando proprio il boss Mickey Cohen (entrato in possesso di metà della morfina rubata, ma non di tutta) inizia a far fuori gli ex commilitoni di Cole cercando di trovare chi di loro sia in possesso della droga restante o cercando di spaventare proprio il vero obiettivo.
Nel frattempo il dipartimento e tutta la politica locale si trovano a dover fronteggiare un enorme numero di scandali legati proprio a questioni di corruzione e vari altri squallori. La stampa non da loro tregua ed hanno bisogno di qualcosa da dare in pasto ai giornalisti per distogliere la loro attenzione ed è il grande detective della Narcotici Roy Earle a portare una brillante soluzione. Quale notizia più succulenta di un detective dell'LAPD ex eroe di guerra che intraprende una relazione fuori del tetto coniugale con una tedesca tossicodipendente?
Alla fine Phelps riesce a trovare il responsabile del furto: un suo ex commilitone chiamato Courtney Sheldon (che viene scortato dal noto psichiatra Harlan Fontaine, suo docente di medicina e celebre psichiatra che ha in cura persino Elsa, l'amante di Cole) e sta per strappargli una confessione e la rivelazione di dove si trovi il resto della morfina, ma l'indagine viene bloccata. Lo scandalo riguardante la relazione segreta di Phelps è scoppiato, sua moglie è stata informata e lui sospeso dall'incarico. Ancora un grande caso che era ad un passo dal risolvere e che svanisce in fumo a causa della corruzione del dipartimento.
Cole viene cacciato di casa da sua moglie Mary (distolto anche dal diritto di frequentare le sue figlie) e degradato alla sezione Incendi Dolosi. Ogni prospettiva di carriera gli è d'ora in poi preclusa. L'unica consolazione la trova tra le braccia di Elsa.

### Incendi dolosi
Questo è il dipartimento meno considerato di tutto l'LAPD, e Phelps vi viene accolto con ostilità. Il suo nuovo partner, Hershell Biggs, è un poliziotto vicino alla pensione, duro e disincantato, ma con un forte senso della giustizia. Ovviamente non ama l'idea di fare coppia con un Detective dalla reputazione così infangata e per questo sopporta a stento la sua compagnia. Ciononostante i due iniziano ad indagare su una serie di incendi apparentemente causati da guasti nelle caldaie. Ma le analogie tra i casi sono troppe per non investigare.
Tutte le case bruciate appartenevano a famiglie a cui una nota ditta edilizia aveva chiesto di vendere il proprio terreno, ma che non avevano voluto. Pochi giorni dopo i loro ultimi rifiuti avevano tutte vinto una vacanza premio e mentre erano fuori le loro case erano bruciate, così ora tutte si trovano a dover vendere a un quinto del prezzo di partenza pur di sopravvivere. La ditta in questione è la Elysian Fields diretta da uno degli imprenditori più ricchi e ammanicati di Los Angeles: Leland Monroe. La sua ditta ha di recente vinto l'appalto per un progetto statale per la costruzione di case economiche per i reduci di guerra, un progetto promosso dalla società (messa in piedi dai più ricchi privati di L.A.) nota come Suburban Redevelopment Fund. Cole e Biggs (che nel frattempo ha profondamente rivalutato Cole, arrivando persino a rispettarlo), spinti dalla sete di giustizia, fanno del loro meglio per andare fino in fondo alla questione, nonostante le minacce dei superiori.
La situazione sembra ben più grave di ciò che sembra; la Suburban Redevelopment Fund ha messo in atto un vero e proprio complotto oltre che una truffa milionaria. La Elysian Fields ha tempi molto stretti per rilevare il terreno necessario a mettere in atto i progetti e quindi sta causando volontariamente degli incendi facendo manomettere ad un misterioso sicario le caldaie delle case di coloro che non vogliono vendere. Nonostante l'escamotage del viaggio premio per non causare vittime, il metodo si è rivelato poco sicuro, arrivando anche a causare delle vittime. E come se ciò non bastasse le case da loro costruite continuano a crollare e risultano edificate con materiali assolutamente inadeguati. C'è qualcosa di più oltre alla semplice truffa immobiliare in gioco. Ma arrivati ad un passo dal portare alla luce la rete di corruzione più incredibile del decennio, l'LAPD intima ad entrambi di cessare ogni indagine, ne va della carriera di Cole e della pensione di Biggs non sa più che fare.
Pochi giorni dopo un caro amico di Elsa che lavorava proprio per i cantieri della Elysian Fields muore sul lavoro a causa di un crollo. Il defunto aveva stipulato un'assicurazione segnando come beneficiaria proprio Elsa, ma l'offerta propostole dalla ditta assicurativa è esorbitante in modo sospetto. La ditta non vuole che i parenti e gli amici della vittima facciano troppe domande. Cole capisce subito che la società assicurativa è implicata con la Suburban Redevelopment Fund, ma non può investigare. Ma una persona può farlo al posto suo: Jack Kelso, il suo vecchio rivale ai tempi della guerra. A quanto pare lavora come investigatore proprio per quella ditta. Elsa dovrà andare da lui chiedendogli di fare luce sull'incidente che ha coinvolto il suo amico e così le indagini andranno avanti. Nel far questo non dovrà mai fare il nome di Cole o Kelso potrebbe rifiutarsi di collaborare.
Elsa porta avanti il piano e Kelso inizia le indagini scoprendo lo stesso giro di corruzione portato alla luce da Cole e molto di più. Scopre che la Suburban Redevelopment Found arricchisce politici molto in vista, ma anche personalità come il procuratore distrettuale ed il ricco Dottor Harlan Fontaine (mentore di Courtney Sheldon, responsabile del furto della morfina). In più la truffa non si basa unicamente sull'estorsione di territori edificabili e sulla costruzione di case scadenti: la Suburban Redevelopment è la società incaricata di costruire la prima superstrada di Los Angeles e se ci riuscirà i suoi membri diventeranno oscenamente ricchi. Ma un dettaglio in particolare desta profondo sconvolgimento in Kelso: come sicario per perpetrare gli incendi, il dottor Fontaine ha usato uno dei suoi pazienti. Un veterano di guerra, con profonde psicosi ed una malsana fascinazione per il fuoco. Un soggetto facilmente condizionabile che però non se n'è rimasto buono buono come previsto, anzi, il compito affidatogli ha ancora di più scatenato la sua pazzia ed ora c'è un piromane a piede libero per L.A. che sta appiccando incendi a case in maniera del tutto arbitraria. Kelso sta gradualmente raggiungendo la cima di questa piramide di criminalità, ma i potenti coinvolti non restano a guardare. Dei sicari attaccano Kelso e cercano di ucciderlo. Lui riesce a fuggire e, ferito seriamente, raggiunge l'appartamento di Elsa. Qui scopre di essere stato manipolato da Cole, ma non ha tempo di dire nulla. Sviene.
Elsa lo fa curare in una clinica privata e si scusa con lui per tutti i sotterfugi. Cole aveva buone intenzioni, tuttavia, pur di non mettere a rischio la sua già flebile carriera, ha sfruttato Kelso e messo a rischio la sua vita per non sporcarsi le mani. Kelso non accetta quanto successo ed il suo disprezzo per Cole non fa che aumentare, ma ormai è deciso ad andare fino in fondo alla questione e l'occasione gli viene offerta dal viceprocuratore distrettuale Leonard Petersen. Questi vuole sfruttare lo scandalo emergente per fare carriera ed offre a Kelso un lavoro come suo intoccabile e protezione illimitata per portare a termine le indagini e portare alla luce lo scandalo. Kelso contatta alcuni suoi ex commilitoni ed organizza un raid nella villa del magnate Leland Monnroe. Qui, con la forza, prende tutte le prove che gli servono per far esplodere il caso, ma c'è un'ultima questione da risolvere: il piromane folle.
Un ultimo flashback rivela la parte più terribile dei ricordi di Cole. Alla fine della guerra, durante un raid in un villaggio, Cole si convinse che in alcune caverne lì vicino si nascondessero dei pericolosi soldati nemici. Contro il parere della truppa spinse i suoi uomini a dare alle fiamme le caverne, ma diradatesi le fiamme venne alla luce che quei cunicoli ospitavano unicamente civili giapponesi in fuga dai villaggi devastati dagli americani. Cole non voleva causare tanto orrore e ordinò ai suoi uomini di uccidere rapidamente i civili giapponesi con le armi da fuoco, anziché lasciarli bruciare, per non farli soffrire. Tuttavia Courtney Sheldon, frustrato e pieno di odio nei confronti dell'uomo che aveva causato tutto ciò, sparò un colpo di pistola al livello dello stomaco a Cole. Kelso, presente all'avvenimento, ordinò a tutti di non parlare mai con nessuno dell'accaduto.
La mattina dopo Elsa si reca dal Dottor Fontaine. Fingendo di essere lì per la sua seduta gli sbatte in faccia ciò che le indagini di Cole e Kelso hanno portato alla luce su di lui. Fontaine tramortisce la ragazza con l'intento di ucciderla, ma accade qualcosa che proprio non poteva aspettarsi. Il folle da lui sfruttato come piromane irrompe nella sua abitazione lo uccide, a modo suo con l'intenzione di aiutarlo, di mandarlo in un posto migliore per ripagare l'"aiuto" del dottore. Trovando Elsa a terra priva di sensi la raccoglie e la porta con sé.
La notizia dell'omicidio di Fontaine e del rapimento di Elsa da parte del maniaco raggiunge presto sia Cole che Kelso che si lanciano in una disperata caccia al folle per salvarla. Contemporaneamente anche la polizia dà loro la caccia. Lo scandalo non deve saltare fuori e lo stesso viceprocuratore distrettuale Leonard Petersen li ha traditi vendendoli al dipartimento corrotto. La caccia all'uomo termina nella fognatura dove il maniaco si nasconde. Qui si instaura un mortale scontro tra la polizia corrotta, i sicari di Monroe, Kelso e Phelps e lo stesso piromane. Raggiunto il cuore dei cunicoli, i due trovano Elsa illesa. Il pazzo l'aveva rapita per portarla al sicuro. In più il piromane è una vecchia conoscenza sia di Cole che di Kelso: un loro ex commilitone, uno che Phelps aveva spinto a bruciare gli innocenti nelle caverne in Giappone e che ora non sa più distinguere realtà e allucinazione. Kelso gli concede l'estrema grazia e lo uccide. I tre cercano di fuggire verso l'esterno ma le condutture delle fogne si sono spaccate e presto si allagheranno. Cole aiuta la sua amata Elsa e Kelso a salvarsi per poi morire travolto dall'acqua. Sebbene nel dramma, alla fine Phelps è riuscito a redimersi da tutti i suoi errori e a diventare l'eroe che sperava di essere.

### Epilogo
Un eroe il cui dramma non verrà mai rivelato. I membri della Suburban Redevelopment Fund vengono arrestati, ma una nuova forza politica (capeggiata dall'ex viceprocuratore Leonard Petersen) corrotta quanto la precedente si insedia a capo della città.
Il funerale di Cole è un'oscena festa di ipocrisia. L'orazione funebre è pronunciata da Roy Earle, elogiando Cole come un eroe e parlandone come di un amico. In fondo alla chiesa siedono gli unici amici rimasti a Cole. Elsa, Galloway, Jack Kelso ed il suo ultimo partner Hershell Biggs. Elsa, in lacrime, se ne va, nauseata dall'irrispettosa falsità di quella cerimonia. In silenzio Biggs fa per seguirla, ma Kelso lo ferma. Come in una estrema confessione gli dice: "Non ero suo nemico". Mostrando tutta la sua umanità Biggs risponde: "Penso che lo sapesse, Jack" e se ne va, concludendo in maniera incredibilmente amara questa storia.

### Scena dopo i titoli di coda
Alla fine dei titoli di coda, dopo aver terminato il gioco, vediamo un ultimo flashback in cui scopriamo che Courtney Sheldon e Jack Kelso sono di rientro assieme ai loro commilitoni sulla nave che sarà poi derubata del carico di morfina. Mentre i soldati discutono sul dover ritornare ai propri umili lavori, proprio Courtney Sheldon propone ai suoi compagni di rubare la morfina sapendo il suo alto valore se spacciata, facendoli quindi diventare ricchi. Jack Kelso non ci sta e mentre si allontana dai suoi compagni promette loro che nel caso facciano veramente il furto, perderanno tutta la stima che ha verso di loro.

## Sviluppo
Sam Houser, il fondatore di Rockstar Games, è il produttore esecutivo, e Brendan McNamara è il direttore di sviluppo di L.A. Noire.
Il gioco è ricordato per il suo sviluppo travagliato. Inizialmente annunciato come esclusiva per PlayStation 3, nel 2006 un articolo postato dal sito IGN indicò che Rockstar Games era stata nominata per pubblicare il gioco. All'interno della lista dei giochi fatta dalla stessa Rockstar Games il titolo apparve come sviluppato per diverse console di ultima generazione e non solamente per PlayStation 3.
L'11 giugno 2007, Take Two Interactive, la corporation di Rockstar Games, riconferma l'esclusività del gioco per PlayStation 3 e la pubblicazione del gioco solo per quella console sarà nel 2008, secondo quanto detto in un comunicato stampa della società per quanto riguarda il secondo quarto dei risultati finanziari.
Secondo una voce di corridoio riportata dalla altervista Surfer Girl, Sony Computer Entertainment America avrebbe interrotto i finanziamenti a Team Bondi per la realizzazione di L.A. Noire. Il motivo sarebbe l'inadempienza dello stesso team di rispettare un numero eccessivo di scadenze. Se tale notizia si rivelasse veritiera, il destino del gioco potrebbe spostarsi verso altre piattaforme, o nel peggiore dei casi, verso la cancellazione definitiva.
Il 6 febbraio 2010, Rockstar Games annuncia che L.A. Noire non approderà su Microsoft Windows e non è più un'esclusiva PlayStation 3, ma dichiara che il gioco uscirà solo ed esclusivamente per le console HD cioè PlayStation 3 e Xbox 360.
Il 23 marzo 2010, il presidente del Team Bondi, Brendan McNamara, rivela che lo script di L.A. Noire è di ben 2.200 pagine.
L'11 novembre 2010, è stato pubblicato un nuovo trailer di L.A. Noire e viene indicata la data ufficiale: primavera 2011.
Il 23 giugno 2011, Rockstar ha ufficialmente annunciato una versione per Microsoft Windows prevista per autunno del 2011.
Una versione per Nintendo Switch, PlayStation 4 e Xbox One è stata pubblicata il 14 novembre 2017.

## Edizione completa
A novembre 2011 è stata messa in commercio l'edizione completa di L.A. Noire per PC, Xbox 360 e PS3 che include tutti i DLC distribuiti per il gioco che ampliano la storia principale, ovvero:
- "Nicholson Electroplating", caso della Incendi Dolosi[28]
- "Un Mare d'erba", caso della Narcotici[28]
- "La macchina del console", caso del Traffico[29]
- "La città nuda", caso della Narcotici[27]
- "Un piccolo lapsus", caso del Traffico[27]

oltre alla Sfida dei Distintivi, a tutte le armi e a tutti i vestiti.

## Cast
- Aaron Staton: Cole Phelps
- Michael McGrady: Finbarr "Rusty" Galloway
- Adam John Harrington: Roy Earle
- Sean McGowan: Stefan Bekowsky
- Keith Szarabajka: Herschel Biggs
- Gil McKinney: Jack Kelso
- Erika Heynatz: Elsa Lichtmann
- Michel B. Silver: Egar Kalou
- John Noble: Leland Monroe
- Kurt Fuller: Richard Coombs
- Peter Blomquist: Dr. Harlan Fontaine
- Andy Umberger: Dr. Malcolm Carruthers
- Andrew Connolly: Capt. James Donnelly
- Randy Oglesby: Capt. Lachlan McKelty
- Ned Vaughn: Capt. Gordon Leary
- Steve Rankin: Lt. Archibald Colmyer
- Michael Emanuel: Watch Commander Mel Fleischer
- JD Cullum: Ray Pinker
- Rodney Scott: Patrolman Ralph Dunn
- Chad Todhunter: Courtney Sheldon
- Erin Chambers: Heather Swanson
- Albert Shamus Wiles: Albert Lynch
- J. Marvin Campbell: Ira Hogeboom
- Matthew Del Negro: Henry Arnett
- Jack Conley: Vernon Mapes
- Chris J. Johnson: Grosvenor McCaffrey
- Greg Grunberg: Hugo Moller
- Jeffrey Vincent Parise: Leroy Sabo
- Courtney Gains: Eli Rooney
- Kate Norby: Lorna Pattison
- Jim Pirri: Carlo Arquerro
- Jessica Kiper: Candy Edwards
- Michael Chieffo: Gordon Leitvol
- William O'Leary: Frank Morgan
- Vincent Kartheiser: Walter Clemens
- Brian Krause: Clem Feeney

## Accoglienza
| Testata                         | Versione | Giudizio |
| ------------------------------- | -------- | -------- |
| Metacritic (media al 23-6-2011) | PS3      | 89/100   |
| Metacritic (media al 23-6-2011) | X360     | 89/100   |
| Metacritic (media al 23-6-2011) | PC       | 83/100   |
| Edge                            | -        | 8/10     |
| Eurogamer                       | -        | 8/10     |
| Famitsū                         | -        | 39/40    |
| Game Informer                   | -        | 8,75/10  |
| GamePro                         | -        | 5/5      |
| GameSpot                        | -        | 9/10     |
| GameSpy                         | -        | 4.5/5    |
| GameTrailers                    | -        | 9,1/10   |
| GameZone                        | -        | 8,5/10   |
| Giant Bomb                      | -        | 5/5      |
| IGN                             | -        | 8,5/10   |
| Joystiq                         | -        | 4.5/5    |
| OXM                             | -        | 8/10     |
| PSM                             | -        | 9/10     |
| The Guardian                    | -        | 5/5      |

L.A. Noire ha ricevuto critiche "generalmente favorevoli" secondo l'aggregatore Metacritic. L.A. Noire è stato largamente lodato per i suoi avanzamenti nella trama e per la tecnologia nell'animazione facciale.
La prima recensione è stata pubblicata sul quotidiano britannico The Guardian, che premiò il videogioco con un punteggio massimo, plaudendo alla somiglianza di L.A. Noire con un film.
PlayStation: The Official Magazine comparò L.A. Noire con una serie televisiva di AMC che cresce lentamente e tiene incollati gli spettatori allo schermo. Official Xbox Magazine ha affermato che il videogioco era la cosa più vicina a Heavy Rain che avesse l'Xbox 360, ma sottolineando che fosse "imperfetto" (flawed). La rivista GamesMaster  ha dichiarato che L.A. Noire è il videogioco open world della Rockstar più maturo.
Play Generation diede alla versione per PlayStation 3 un punteggio di 94/100, apprezzando la storia coinvolgente, i personaggi dotati di grande carisma e le animazioni "pazzesche" e come contro la poca azione per gli standard Rockstar, dettaglio che a detta del recensore non stonava affatto, ma avvertì i lettori di questo particolare, finendo per trovarlo un titolo che si rivelava una meraviglia tecnica che si stava aspettando da tempo, un'avventura lunga e non priva di sorprese. La stessa testata lo classificò come uno dei quattro migliori giochi basati sugli enigmi.

### Vendite
Il giorno dell'uscita sul mercato statunitense di L.A. Noire le azioni di Take-Two Interactive, società madre di Rockstar Games, chiusero con un rialzo del 7,75%, il massimo rialzo giornaliero della società in tre anni. Un tale guadagno venne attribuito alle recensioni positive che aveva ricevuto L.A. Noire. Secondo i dati di febbraio 2012, il titolo aveva venduto almeno 5 milioni di copie.
Secondo NPD Group, L.A. Noire è stato il videogioco più venduto negli Stati Uniti nel maggio 2011, con 899 000 copie tra PlayStation 3 e Xbox 360. Nel Regno Unito è stato il titolo originale più venduto di sempre.
In Australia, i negozi di videogiochi nelle maggiori città esaurirono le copie nel giro di una settimana. L.A. Noire debuttò in Giappone nella settimana del 4–10 luglio e vendette 71 057 copie tra PlayStation 3 e Xbox 360 (58.436 unità vendute per PlayStation 3 e 12.621 per la versione Xbox 360).

### Premi
- Tribeca Film Festival 2011[62]